# Casalino
Casalino är en ort och kommun i provinsen Novara i regionen Piemonte i Italien. Kommunen hade 1 525 invånare (2018).